# Alps Hockey League 2021-2022
L'Alps Hockey League 2021-2022 è la sesta stagione organizzata dall'Alps Hockey League (acronimo AHL), torneo sovranazionale fondato nel 2016 che vede iscritti team italiani, austriaci e sloveni.

## Squadre
Il numero di squadre iscritte è salito a diciassette: sono ritornati Vienna Capitals Silver, squadra riserve dei Vienna Capitals (che nella stagione precedente avevano deciso di non iscriversi a seguito dell'incertezza determinata dalla pandemia di COVID-19) e l'EK Zell am See (che era stata invece esclusa a causa delle dimissioni in blocco del consiglio di amministrazione della società); l'HC Merano ha chiesto ed ottenuto dalla FISG una wild-card che gli ha consentito di iscriversi alla AHL e tornare a disputare la massima serie italiana dopo diciassette anni; i campioni in carica dell'HK Olimpija e gli altoatesini del Val Pusteria si sono invece trasferiti in ICE Hockey League.
| Club                   | Paese    | Regione             | Città                    | Arena                                          | Capacità    | Esordio in AHL |
| ---------------------- | -------- | ------------------- | ------------------------ | ---------------------------------------------- | ----------- | -------------- |
| EC KAC 2               | Austria  | Carinzia            | Klagenfurt am Wörthersee | Stadthalle Klagenfurt                          | 5.088       | 2016-17        |
| EC Red Bull Salzburg 2 | Austria  | Salisburghese       | Salisburgo               | Eisarena Salzburg                              | 3.200       | 2016-17        |
| EK Zell am See         | Austria  | Salisburghese       | Zell am See              | Eishalle Zell am See                           | 3.200       | 2016-17        |
| EC Kitzbühel           | Austria  | Tirolo              | Kitzbühel                | Sportpark Kapserbrücke                         | 1.700       | 2016-17        |
| EHC Lustenau           | Austria  | Vorarlberg          | Lustenau                 | Rheinhalle                                     | 2.200       | 2016-17        |
| VEU Feldkirch          | Austria  | Vorarlberg          | Feldkirch                | Vorarlberghalle                                | 5.200       | 2016-17        |
| EHC Bregenzerwald      | Austria  | Vorarlberg          | Dornbirn                 | Messestadion Dornbirn                          | 4.270       | 2016-17        |
| Steel Wings Linz       | Austria  | Alta Austria        | Linz                     | KeineSorgen EisArena                           | 4.865       | 2019-20        |
| Vienna Capitals Silver | Austria  | Vienna              | Vienna                   | Steffl Arena, Halle 3                          | 1.000       | 2019-20        |
| SG Cortina             | Italia   | Veneto              | Cortina d'Ampezzo        | Stadio Olimpico del Ghiaccio                   | 2.700       | 2016-17        |
| HC Merano              | Italia   | Trentino-Alto Adige | Merano                   | Rienzstadion                                   | 2.050       | esordiente     |
| WSV Sterzing Broncos   | Italia   | Trentino-Alto Adige | Vipiteno                 | Weihenstephan Arena Palaghiaccio di Bressanone | 1.700 2.500 | 2016-17        |
| Asiago Hockey          | Italia   | Veneto              | Asiago                   | Hodegart                                       | 3.000       | 2016-17        |
| Ritten Sport           | Italia   | Trentino-Alto Adige | Collalbo                 | Arena Ritten                                   | 1.200       | 2016-17        |
| HC Fassa               | Italia   | Trentino-Alto Adige | Alba di Canazei          | Gianmario Scola                                | 3.500       | 2016-17        |
| HC Gherdëina           | Italia   | Trentino-Alto Adige | Selva di Val Gardena     | Pranives                                       | 2.000       | 2016-17        |
| HDD Jesenice           | Slovenia | Alta Carniola       | Jesenice                 | Športna dvorana Podmežakla                     | 5.500       | 2016-17        |

## Formula
Cambia nuovamente la formula: le diciassette squadre si incontreranno in un girone di andata e ritorno (regular season), per un totale di 32 partite ciascuna. Al termine della regular season, le prime sei classificate avranno accesso al master round, le restanti verranno suddivise nei due gironi di qualification round (le squadre classificate al 7º, 10º, 11º, 14º , 15º posto nel Girone A, le altre nel Girone B), anche questi disputati con un girone di andata e ritorno.
Ai play-off hanno accesso diretto le prime quattro classificate al termine del master round. Le restanti due squadre del master round e le prime tre classificate di ciascun girone di qualification round avranno invece accesso ai pre play-off per determinare le altre quattro squadre.

### Modifiche al regolamento dovute alla pandemia di COVID-19
A fine dicembre 2021, quando fu chiaro che il numero di gare rinviate per motivi legati alla pandemia di COVID-19 era divenuto troppo elevato perché si riuscissero ad organizzare tutti i recuperi in tempo utile per la fine prevista della stagione regolare, la lega decise che a determinare la classifica non sarebbe stato il numero di punti guadagnati, ma la media dei punti, calcolata come il quoziente tra i punti e il numero di partite giocate. Per poter essere considerata classificata, una squadra era comunque tenuta a giocare almeno il 70% degli incontri previsti.

## Campionati nazionali

### Campionato italiano
Le squadre italiane partecipanti alla AHL si giocano anche il titolo italiano. Come nella stagione precedente, tutti gli incontri tra squadre italiane durante la regular season concorrono a formare una classifica, ed al termine le squadre classificate ai primi quattro posti si giocheranno le semifinali e la finale.

### Campionato austriaco di secondo livello
Similmente a quanto avviene per il campionato italiano, gli incontri tra le squadre austriache nella regualr season della Alps Hockey League determinano una classifica, al termine della quale le prime quattro squadre si giocano il titolo di seconda serie con semifinali e finale con gare di andata e ritorno.
Le squadre qualificate furono Lustenau, Kitzbühel, Bregenzerwald e Red Bull Salisburgo Jr.

## Regular season

### Risultati
| Casa | Trasferta | Trasferta | Trasferta | Trasferta | Trasferta | Trasferta | Trasferta | Trasferta | Trasferta | Trasferta | Trasferta | Trasferta | Trasferta | Trasferta | Trasferta | Trasferta | Trasferta |
| Casa | Asiago | Bregenzerwald                                                                                                  | Cortina | Fassa | Feldkirch | Gherdëina | Jesenice | Klagenfurt | Kitzbühel | Linz | Lustenau | Merano | Renon | Salisburgo | Vienna | Vipiteno | Zell am See |
| --- | --- | --- | --- | --- | --- | --- | --- | --- | --- | --- | --- | --- | --- | --- | --- | --- | --- |
| Asiago | – | 3:4 referto (archiviato dall'url originale il 20 settembre 2021).                                              | 3:2 https://www.alps.hockey/it/statistica/partita/?gameId=a7e8f980-2bd0-4107-9d82-163da8833b40&divisionId=9032        | 5:2 https://www.alps.hockey/en/statistics/game/?gameId=5876c825-e376-4654-9d9d-b026f3912234&divisionId=9032    | 3:2 referto (archiviato dall'url originale il 22 dicembre 2021).                                                      | 4:1 https://www.alps.hockey/it/statistica/partita/?gameId=98c830b4-aee7-4f1d-a8d5-44ea1d923330&divisionId=9032 | 2:3 referto (archiviato dall'url originale il 25 dicembre 2021).                                                | 2:1 https://www.alps.hockey/it/statistica/partita/?gameId=f6061d21-37d8-418d-a37c-f91ae9aa47b7&divisionId=9032 | 4:1 referto (archiviato dall'url originale il 10 novembre 2021).                                                      | 4:2 referto (archiviato dall'url originale il 13 settembre 2021).                                              | 1:2 d.t.r. referto (archiviato dall'url originale il 24 gennaio 2022).                                                | 7:0 https://www.alps.hockey/it/statistica/partita/?gameId=8d8e1bfc-300e-401d-bde6-6ca8a30f2787&divisionId=9032 | 8:1 referto (archiviato dall'url originale il 10 novembre 2021).                                                   | 3:2 referto (archiviato dall'url originale il 24 settembre 2021).                                              | n.d. | 5:2 https://www.alps.hockey/it/statistica/partita/?gameId=99cdc976-93f8-4b84-8f21-1250fb44edf5&divisionId=9032 | 6:2 referto (archiviato dall'url originale il 3 gennaio 2022).                                                        |
| Bregenzerwald | n.d. | – | n.d. | 1:3 referto (archiviato dall'url originale il 3 gennaio 2022).                                                 | 1:2 https://www.alps.hockey/it/statistica/partita/?gameId=2347ddb7-62b7-4c83-aae2-c1bae1e98c97&divisionId=9032        | n.d. | 4:5 d.t.s. referto (archiviato dall'url originale il 2 dicembre 2021).                                          | 3:2 referto (archiviato dall'url originale il 10 novembre 2021).                                               | 5:1 referto (archiviato dall'url originale il 10 novembre 2021).                                                      | n.d. | 3:4 d.t.s. referto (archiviato dall'url originale il 24 gennaio 2022).                                                | n.d. | 3:0 referto (archiviato dall'url originale il 24 gennaio 2022).                                                    | 6:3 referto (archiviato dall'url originale il 18 ottobre 2021).                                                | 6:2 https://www.alps.hockey/it/statistica/partita/?gameId=e3a13026-bd4a-4fbe-b746-86256e9dcc9c&divisionId=9032 | 5:4 d.t.s. referto (archiviato dall'url originale il 22 novembre 2021).                                        | 1:2 referto (archiviato dall'url originale il 18 ottobre 2021).                                                       |
| Cortina | 1:4 referto (archiviato dall'url originale il 18 ottobre 2021).                                                | 2:3 d.t.r. referto (archiviato dall'url originale il 10 novembre 2021).                                        | – | 5:4 d.t.s. referto (archiviato dall'url originale il 22 novembre 2021).                                        | 5:2 referto (archiviato dall'url originale il 3 dicembre 2021).                                                       | 3:6 referto (archiviato dall'url originale il 10 novembre 2021).                                               | 1:3 referto (archiviato dall'url originale il 27 settembre 2021).                                               | 2:0 referto (archiviato dall'url originale il 20 settembre 2021).                                              | n.d. | 5:3 referto (archiviato dall'url originale il 3 gennaio 2022).                                                 | 3:1 referto (archiviato dall'url originale il 3 gennaio 2022).                                                        | 1:3 referto (archiviato dall'url originale il 10 novembre 2021).                                               | 4:1 referto (archiviato dall'url originale il 22 ottobre 2021).                                                    | 0:3 referto (archiviato dall'url originale il 24 settembre 2021).                                              | 6:2 https://www.alps.hockey/it/statistica/partita/?gameId=c2a0cdc3-3152-4a77-850a-1bbe681459b9&divisionId=9032 | 2:3 referto (archiviato dall'url originale il 18 ottobre 2021).                                                | 6:0 referto (archiviato dall'url originale il 22 dicembre 2021).                                                      |
| Fassa Falcons | 4:0 https://www.alps.hockey/it/statistica/partita/?gameId=efb36783-cdb1-4ca2-975a-aa8041dd6fcd&divisionId=9032 | 5:0 referto (archiviato dall'url originale il 24 settembre 2021).                                              | 2:4 https://www.alps.hockey/en/statistics/game/?gameId=82b85746-113b-4980-9a4c-538aae461ffa&divisionId=9032           | – | 5:2 referto (archiviato dall'url originale il 22 ottobre 2021).                                                       | 4:0 https://www.alps.hockey/it/statistica/partita/?gameId=e79a0b79-2c85-4cad-9167-02e7c93d6d4d&divisionId=9032 | n.d. | 4:3 referto (archiviato dall'url originale il 10 novembre 2021).                                               | 7:4 referto (archiviato dall'url originale il 22 novembre 2021).                                                      | 8:3 referto (archiviato dall'url originale il 3 gennaio 2022).                                                 | n.d. | 2:3 https://www.alps.hockey/it/statistica/partita/?gameId=3ca7f128-ae73-4ece-b69b-2d68cc9b3207&divisionId=9032 | 2:4 referto (archiviato dall'url originale il 18 ottobre 2021).                                                    | 3:6 referto (archiviato dall'url originale il 10 novembre 2021).                                               | 6:1 referto (archiviato dall'url originale il 24 gennaio 2022).                                                | 4:5 referto (archiviato dall'url originale il 27 settembre 2021).                                              | 3:2 referto (archiviato dall'url originale il 13 dicembre 2021).                                                      |
| VEU Feldkirch | 1:3 referto (archiviato dall'url originale il 27 settembre 2021).                                              | 3:2 d.t.s. referto (archiviato dall'url originale il 2 dicembre 2021).                                         | n.d. | 3:0 referto (archiviato dall'url originale il 24 gennaio 2022).                                                | – | 1:5 referto (archiviato dall'url originale il 22 novembre 2021).                                               | 1:3 referto (archiviato dall'url originale il 10 novembre 2021).                                                | 1:4 referto (archiviato dall'url originale il 17 settembre 2021).                                              | 4:2 referto (archiviato dall'url originale il 3 gennaio 2022).                                                        | 1:5 https://www.alps.hockey/it/statistica/partita/?gameId=e6bd3f5b-9b62-4755-825c-670c50ad6a64&divisionId=9032 | 3:2 referto (archiviato dall'url originale il 2 dicembre 2021).                                                       | 3:4 d.t.s. referto (archiviato dall'url originale il 10 novembre 2021).                                        | 1:6 https://www.alps.hockey/it/statistica/partita/?gameId=13649f6a-788e-41f7-a967-94bae694d2e7&divisionId=9032     | 2:3 d.t.r. referto (archiviato dall'url originale il 6 dicembre 2021).                                         | 5:2 referto (archiviato dall'url originale il 13 dicembre 2021).                                               | 4:1 referto (archiviato dall'url originale il 18 ottobre 2021).                                                | 2:4 referto (archiviato dall'url originale il 22 novembre 2021).                                                      |
| Gherdëina | 0:5 referto (archiviato dall'url originale il 17 settembre 2021).                                              | n.d. | 2:3 d.t.s. https://www.alps.hockey/it/statistica/partita/?gameId=95fc2f97-7159-46ac-9af7-85c5d64298f4&divisionId=9032 | 7:5 https://www.alps.hockey/en/statistics/game/?gameId=f7f8dac5-6355-48d3-b528-7f7c6763186a&divisionId=9032    | 2:3 d.t.r. referto (archiviato dall'url originale il 24 gennaio 2022).                                                | – | 0:3 referto (archiviato dall'url originale il 18 ottobre 2021).                                                 | 7:2 referto (archiviato dall'url originale il 24 gennaio 2022).                                                | n.d. | 9:1 referto (archiviato dall'url originale il 10 novembre 2021).                                               | n.d. | 3:4 https://www.alps.hockey/it/statistica/partita/?gameId=6bdc7e91-5d7a-472e-8f44-507b8f25c487&divisionId=9032 | 1:5 https://www.alps.hockey/it/statistica/partita/?gameId=5ed8be3d-5830-47e3-a5da-50b9849bc580&divisionId=9032     | 2:7 https://www.alps.hockey/it/statistica/partita/?gameId=a1cea0b4-6a30-4fc0-9088-b97c1c5bcd77&divisionId=9032 | 4:1 referto (archiviato dall'url originale il 18 ottobre 2021).                                                | 4:1 https://www.alps.hockey/en/statistics/game/?gameId=ec6a174e-3a4a-474d-9447-44640df918ad&divisionId=9032    | 2:3 referto (archiviato dall'url originale il 20 settembre 2021).                                                     |
| HDD Jesenice | 5:3 https://www.alps.hockey/it/statistica/partita/?gameId=3b1f4ad0-0b3d-4c99-840d-7e1c6a955407&divisionId=9032 | 1:0 https://www.alps.hockey/it/statistica/partita/?gameId=20603621-87f3-49fd-96d5-9efe640e6aaa&divisionId=9032 | n.d. | 8:2 referto (archiviato dall'url originale il 20 settembre 2021).                                              | 2:1 d.t.s. https://www.alps.hockey/it/statistica/partita/?gameId=2378e10b-7653-4c8e-bc97-b99d3747f5b8&divisionId=9032 | 10:1 referto (archiviato dall'url originale il 3 dicembre 2021).                                               | – | 5:2 referto (archiviato dall'url originale il 10 novembre 2021).                                               | 3:2 d.t.s. referto (archiviato dall'url originale il 6 dicembre 2021).                                                | 11:3 referto (archiviato dall'url originale il 24 gennaio 2022).                                               | 3:2 d.t.s. referto (archiviato dall'url originale il 13 dicembre 2021).                                               | 1:2 d.t.r. referto (archiviato dall'url originale il 13 settembre 2021).                                       | 5:2 referto (archiviato dall'url originale il 3 gennaio 2022).                                                     | 4:3 d.t.r. referto (archiviato dall'url originale il 10 novembre 2021).                                        | n.d. | 4:1 https://www.alps.hockey/it/statistica/partita/?gameId=29f79999-9552-4f7b-8a06-5e9910ed8484&divisionId=9032 | 3:2 referto (archiviato dall'url originale il 22 novembre 2021).                                                      |
| KAC Future Team | 0:3 referto (archiviato dall'url originale il 24 gennaio 2022).                                                | 3:9 https://www.alps.hockey/it/statistica/partita/?gameId=89d2873a-7175-4645-bc24-993552563eda&divisionId=9032 | 1:3 referto (archiviato dall'url originale il 22 novembre 2021).                                                      | 0:3 referto (archiviato dall'url originale il 6 dicembre 2021).                                                | 2:0 https://www.alps.hockey/it/statistica/partita/?gameId=96d04a6e-165f-4764-9a0b-28c2bb26a151&divisionId=9032        | 1:2 referto (archiviato dall'url originale il 24 novembre 2021).                                               | 1:4 referto (archiviato dall'url originale il 24 settembre 2021).                                               | – | 3:2 referto (archiviato dall'url originale il 22 ottobre 2021).                                                       | 6:2 https://www.alps.hockey/it/statistica/partita/?gameId=51395515-1f50-4d48-9f27-506f7391bc15&divisionId=9032 | 0:7 referto (archiviato dall'url originale il 13 dicembre 2021).                                                      | 3:2 referto (archiviato dall'url originale il 18 ottobre 2021).                                                | 4:1 referto (archiviato dall'url originale il 10 novembre 2021).                                                   | 4:3 referto (archiviato dall'url originale il 10 novembre 2021).                                               | 6:3 referto (archiviato dall'url originale il 3 dicembre 2021).                                                | 4:2 referto (archiviato dall'url originale il 10 novembre 2021).                                               | 4:3 referto (archiviato dall'url originale il 17 settembre 2021).                                                     |
| Kitzbühel | 4:5 d.t.s. referto (archiviato dall'url originale il 3 gennaio 2022).                                          | 4:2 referto (archiviato dall'url originale il 22 novembre 2021).                                               | 2:4 referto (archiviato dall'url originale il 2 dicembre 2021).                                                       | 3:7 referto (archiviato dall'url originale il 22 dicembre 2021).                                               | 5:4 d.t.r. referto (archiviato dall'url originale il 18 ottobre 2021).                                                | 3:5 referto (archiviato dall'url originale il 27 settembre 2021).                                              | 1:6 referto (archiviato dall'url originale il 10 novembre 2021).                                                | 2:1 d.t.r. referto (archiviato dall'url originale il 13 settembre 2021).                                       | – | 2:1 referto (archiviato dall'url originale il 18 ottobre 2021).                                                | 3:4 d.t.s. https://www.alps.hockey/it/statistica/partita/?gameId=dfc2f340-6938-47a0-b99f-7486f67ad937&divisionId=9032 | 3:7 referto (archiviato dall'url originale il 20 settembre 2021).                                              | 0:1 d.t.s. referto (archiviato dall'url originale il 20 settembre 2021).                                           | 2:3 referto (archiviato dall'url originale il 3 dicembre 2021).                                                | 3:2 referto (archiviato dall'url originale il 13 dicembre 2021).                                               | n.d. | 7:4 referto (archiviato dall'url originale il 3 gennaio 2022).                                                        |
| Steel Wings Linz | 0:5 https://www.alps.hockey/it/statistica/partita/?gameId=0f0aa645-767d-4a6b-9872-c766f3f65225&divisionId=9032 | 2:6 referto (archiviato dall'url originale il 10 novembre 2021).                                               | 1:4 referto (archiviato dall'url originale il 24 gennaio 2022).                                                       | 1:4 referto (archiviato dall'url originale il 13 dicembre 2021).                                               | 4:3 referto (archiviato dall'url originale il 10 novembre 2021).                                                      | 1:4 referto (archiviato dall'url originale il 22 novembre 2021).                                               | 0:4 referto (archiviato dall'url originale il 17 settembre 2021).                                               | 5:3 referto (archiviato dall'url originale il 18 ottobre 2021).                                                | 4:3 d.t.s. https://www.alps.hockey/it/statistica/partita/?gameId=a0136132-f3c3-464c-b4ec-dfb49034e396&divisionId=9032 | – | 3:4 referto (archiviato dall'url originale il 22 novembre 2021).                                                      | 3:1 referto (archiviato dall'url originale il 3 gennaio 2022).                                                 | 2:4 https://www.alps.hockey/it/statistica/partita/?gameId=ef8d659e-eb35-404c-a824-cfb7fa80625c&divisionId=9032     | 2:0 referto (archiviato dall'url originale il 22 ottobre 2021).                                                | 3:2 referto (archiviato dall'url originale il 2 dicembre 2021).                                                | 2:4 referto (archiviato dall'url originale il 2 dicembre 2021).                                                | 1:2 referto (archiviato dall'url originale il 10 novembre 2021).                                                      |
| Lustenau | 4:3 referto (archiviato dall'url originale il 27 settembre 2021).                                              | 5:0 referto (archiviato dall'url originale il 22 novembre 2021).                                               | 2:1 referto (archiviato dall'url originale il 10 novembre 2021).                                                      | 2:1 referto (archiviato dall'url originale il 10 novembre 2021).                                               | 0:3 referto (archiviato dall'url originale il 3 gennaio 2022).                                                        | 5:0 referto (archiviato dall'url originale il 13 settembre 2021).                                              | 7:4 referto (archiviato dall'url originale il 2 dicembre 2021).                                                 | 2:1 d.t.s. referto (archiviato dall'url originale il 10 novembre 2021).                                        | 2:4 referto (archiviato dall'url originale il 24 settembre 2021).                                                     | 5:2 referto (archiviato dall'url originale il 6 dicembre 2021).                                                | – | n.d. | 0:4 referto (archiviato dall'url originale il 25 dicembre 2021).                                                   | 4:2 referto (archiviato dall'url originale il 17 settembre 2021).                                              | 4:1 https://www.alps.hockey/it/statistica/partita/?gameId=140ecf06-ec6c-4caa-a382-9a1224a1c22a&divisionId=9032 | 4:7 https://www.alps.hockey/it/statistica/partita/?gameId=140ecf06-ec6c-4caa-a382-9a1224a1c22a&divisionId=9032 | 4:3 d.t.s. https://www.alps.hockey/it/statistica/partita/?gameId=0e6e7a0f-9110-4c69-84dd-d70852bb1dcd&divisionId=9032 |
| Merano | 3:2 https://www.alps.hockey/it/statistica/partita/?gameId=3c1a86d9-e8a0-49a0-8d25-c0f0f88a61dd&divisionId=9032 | n.d. | 0:5 https://www.alps.hockey/it/statistica/partita/?gameId=e73c5b8d-d084-4c9a-a79d-f237358c4ee3&divisionId=9032        | 4:5 https://www.alps.hockey/it/statistica/partita/?gameId=66204d45-66ec-442b-a0aa-0b741e267b43&divisionId=9032 | 3:2 referto (archiviato dall'url originale il 10 novembre 2021).                                                      | 1:3 https://www.alps.hockey/it/statistica/partita/?gameId=46e3b163-847e-4f07-bb62-1b53dc0d876b&divisionId=9032 | 2:4 referto (archiviato dall'url originale il 22 dicembre 2021).                                                | 4:3 referto (archiviato dall'url originale il 22 novembre 2021).                                               | 5:2 referto (archiviato dall'url originale il 3 gennaio 2022).                                                        | 3:4 referto (archiviato dall'url originale il 20 settembre 2021).                                              | 0:3 referto (archiviato dall'url originale il 18 ottobre 2021).                                                       | – | 3:4 d.t.r. https://www.alps.hockey/en/statistics/game/?gameId=ba410e03-381c-4476-9c60-2598eca49c98&divisionId=9032 | 3:6 referto (archiviato dall'url originale il 13 dicembre 2021).                                               | n.d. | 3:2 https://www.alps.hockey/en/statistics/game/?gameId=0ab02afd-4fef-4489-bd2a-d107c60796db&divisionId=9032    | 7:2 referto (archiviato dall'url originale il 2 dicembre 2021).                                                       |
| Ritten-Renon | 5:1 https://www.alps.hockey/en/statistics/game/?gameId=4f0cbfab-b905-4d6d-9c8a-6968922397fd&divisionId=9032    | 1:4 referto (archiviato dall'url originale il 3 gennaio 2022).                                                 | 4:1 https://www.alps.hockey/it/statistica/partita/?gameId=4b1872e7-c25e-43a5-8d6c-d12fe5b6d60a&divisionId=9032        | 5:2 referto (archiviato dall'url originale il 13 settembre 2021).                                              | 2:3 referto (archiviato dall'url originale il 3 gennaio 2022).                                                        | 3:4 https://www.alps.hockey/en/statistics/game/?gameId=fc7bdb94-3305-4f01-8651-92531176acb1&divisionId=9032    | 2:8 referto (archiviato dall'url originale il 22 novembre 2021).                                                | 4:2 referto (archiviato dall'url originale il 27 settembre 2021).                                              | 8:4 referto (archiviato dall'url originale il 13 dicembre 2021).                                                      | 7:2 referto (archiviato dall'url originale il 24 novembre 2021).                                               | 7:3 referto (archiviato dall'url originale il 10 novembre 2021).                                                      | 5:3 https://www.alps.hockey/it/statistica/partita/?gameId=e416ccb0-58e2-4ff1-b6fb-a60d2896d045&divisionId=9032 | – | 3:4 d.t.r. referto (archiviato dall'url originale il 24 gennaio 2022).                                         | 5:2 referto (archiviato dall'url originale il 18 ottobre 2021).                                                | 4:0 https://www.alps.hockey/it/statistica/partita/?gameId=75b8b4e6-1ff5-434a-82ba-24d205ec7d9e&divisionId=9032 | 8:2 https://www.alps.hockey/it/statistica/partita/?gameId=d2fafef6-a13b-4ea5-a03b-f627cc3d0bad&divisionId=9032        |
| RB Hockey Jr. | 2:1 https://www.alps.hockey/it/statistica/partita/?gameId=6139eeeb-f654-49af-afa3-6018fc88b116&divisionId=9032 | 4:3 referto (archiviato dall'url originale il 13 settembre 2021).                                              | 10:3 referto (archiviato dall'url originale il 10 novembre 2021).                                                     | 1:4 referto (archiviato dall'url originale il 18 ottobre 2021).                                                | 1:4 https://www.alps.hockey/it/statistica/partita/?gameId=e3e33fb2-936c-4d20-9806-8a6acd90b81d&divisionId=9032        | 3:4 d.t.s. referto (archiviato dall'url originale il 13 dicembre 2021).                                        | 2:4 referto (archiviato dall'url originale il 24 gennaio 2022).                                                 | 3:0 referto (archiviato dall'url originale il 2 dicembre 2021).                                                | 3:4 https://www.alps.hockey/it/statistica/partita/?gameId=c5750a42-a5c8-43ee-af49-2dc4cea84f80&divisionId=9032        | 7:0 https://www.alps.hockey/it/statistica/partita/?gameId=fbce9eee-6653-4ce3-9103-b2fbaba29cbd&divisionId=9032 | 4:3 d.t.s. referto (archiviato dall'url originale il 20 settembre 2021).                                              | 6:2 referto (archiviato dall'url originale il 22 novembre 2021).                                               | 2:8 https://www.alps.hockey/it/statistica/partita/?gameId=c634ff4d-cb7a-4b80-af2c-e765d3ef8c81&divisionId=9032     | – | 6:1 referto (archiviato dall'url originale il 10 novembre 2021).                                               | 1:2 d.t.r. referto (archiviato dall'url originale il 2 dicembre 2021).                                         | 3:4 referto (archiviato dall'url originale il 27 settembre 2021).                                                     |
| Vienna Capitals Silver | 1:3 referto (archiviato dall'url originale il 10 novembre 2021).                                               | 5:7 referto (archiviato dall'url originale il 10 novembre 2021).                                               | 1:6 referto (archiviato dall'url originale il 13 settembre 2021).                                                     | 4:3 referto (archiviato dall'url originale il 6 dicembre 2021).                                                | 4:0 referto (archiviato dall'url originale il 10 novembre 2021).                                                      | 3:2 referto (archiviato dall'url originale il 24 gennaio 2022).                                                | 2:10 https://www.alps.hockey/it/statistica/partita/?gameId=a88fe3b3-67f4-4610-8989-655850f200b5&divisionId=9032 | 3:1 https://www.alps.hockey/it/statistica/partita/?gameId=1379546e-f5b3-4b13-b3c3-ebcd0c642e61&divisionId=9032 | 4:0 referto (archiviato dall'url originale il 2 dicembre 2021).                                                       | 4:3 referto (archiviato dall'url originale il 25 dicembre 2021).                                               | 1:7 referto (archiviato dall'url originale il 22 novembre 2021).                                                      | n.d. | n.d. | 1:5 referto (archiviato dall'url originale il 24 novembre 2021).                                               | – | 3:6 referto (archiviato dall'url originale il 20 settembre 2021).                                              | 1:8 referto (archiviato dall'url originale il 10 novembre 2021).                                                      |
| Vipiteno Broncos | 1:4 https://www.alps.hockey/it/statistica/partita/?gameId=67004a83-92eb-403c-a11b-4e3814515dda&divisionId=9032 | n.d. | 2:7 https://www.alps.hockey/it/statistica/partita/?gameId=26b3b0e8-12c6-4183-bca9-f85186387110&divisionId=9032        | 2:4 https://www.alps.hockey/it/statistica/partita/?gameId=ca2db4a3-b033-4bc6-ac5d-959d85717eaf&divisionId=9032 | 2:3 referto (archiviato dall'url originale il 24 gennaio 2022).                                                       | 2:4 https://www.alps.hockey/it/statistica/partita/?gameId=f50de041-5a2f-4c83-a1d1-4efc2a531035&divisionId=9032 | 2:5 referto (archiviato dall'url originale il 5 gennaio 2022).                                                  | 4:2 referto (archiviato dall'url originale il 24 gennaio 2022).                                                | n.d. | 4:3 d.t.s. referto (archiviato dall'url originale il 3 gennaio 2022).                                          | 5:2 referto (archiviato dall'url originale il 22 ottobre 2021).                                                       | 4:1 https://www.alps.hockey/it/statistica/partita/?gameId=ff3adaca-7ddd-4140-9367-b9003f9067c2&divisionId=9032 | 0:4 https://www.alps.hockey/it/statistica/partita/?gameId=1e4376bd-7c29-4d36-8f0c-7f852e25ed0e&divisionId=9032     | 4:1 https://www.alps.hockey/en/statistics/game/?gameId=3f4d61a4-c0b5-46de-ae3b-45a120df2c88&divisionId=9032    | 6:1 referto (archiviato dall'url originale il 24 gennaio 2022).                                                | – | 3:1 referto (archiviato dall'url originale il 22 dicembre 2021).                                                      |
| Zell am See | 4:3 d.t.r. referto (archiviato dall'url originale il 24 gennaio 2022).                                         | 6:1 https://www.alps.hockey/it/statistica/partita/?gameId=aab95478-49d4-46a3-81e9-05b34a14670d&divisionId=9032 | 3:2 referto (archiviato dall'url originale il 2 dicembre 2021).                                                       | 5:4 https://www.alps.hockey/it/statistica/partita/?gameId=0d52cd1e-e081-4f9c-9077-53cd0a8862b6&divisionId=9032 | 2:3 d.t.s. referto (archiviato dall'url originale il 13 settembre 2021).                                              | 5:4 d.t.s. referto (archiviato dall'url originale il 25 dicembre 2021).                                        | 5:4 referto (archiviato dall'url originale il 18 ottobre 2021).                                                 | n.d. | 6:7 https://www.alps.hockey/it/statistica/partita/?gameId=1a6deaf1-163f-4d55-a011-e337f98d926e&divisionId=9032        | 5:6 referto (archiviato dall'url originale il 3 dicembre 2021).                                                | 1:3 referto (archiviato dall'url originale il 10 novembre 2021).                                                      | 7:0 https://www.alps.hockey/it/statistica/partita/?gameId=2746c9f8-4697-494d-833c-bb5cc31642d0&divisionId=9032 | 2:1 referto (archiviato dall'url originale il 10 novembre 2021).                                                   | 2:4 referto (archiviato dall'url originale il 22 novembre 2021).                                               | 6:2 referto (archiviato dall'url originale il 24 settembre 2021).                                              | 5:3 referto (archiviato dall'url originale il 3 gennaio 2022).                                                 | – |
| d.t.s. – dopo tempi supplementari; d.t.r. – dopo tiri di rigore; n.d. - incontro non disputato e non recuperato                                                                                                  | | | | | | | | | | | | | | | | | |
| Tutte le partite fra squadre italiane sono valide anche per l'Italian Hockey League - Serie A 2021-2022; tutte le partite fra squadre austriache sono valide anche per il campionato austriaco di seconda serie. | | | | | | | | | | | | | | | | | |

### Classifica
| Pos. | Squadra                | MPt   | Pt | G  | V  | VOT | POT | P  | GF  | GS  | DR  |
| ---- | ---------------------- | ----- | -- | -- | -- | --- | --- | -- | --- | --- | --- |
| 1.   | HDD Jesenice           | 2.552 | 74 | 29 | 21 | 5   | 1   | 2  | 135 | 58  | +77 |
| 2.   | Asiago                 | 2.033 | 61 | 30 | 19 | 1   | 2   | 8  | 105 | 62  | +43 |
| 3.   | Ritten-Renon           | 1.903 | 59 | 31 | 18 | 2   | 1   | 10 | 119 | 82  | +37 |
| 4.   | Lustenau               | 1.862 | 54 | 29 | 14 | 5   | 2   | 8  | 97  | 73  | +24 |
| 5.   | Cortina                | 1.679 | 47 | 28 | 14 | 2   | 1   | 11 | 91  | 71  | +20 |
| 6.   | Fassa Falcons          | 1.633 | 49 | 30 | 16 | 0   | 1   | 13 | 112 | 93  | +19 |
| 7.   | RB Hockey Jr.          | 1.594 | 51 | 32 | 14 | 3   | 3   | 12 | 113 | 92  | +21 |
| 8.   | Gherdëina              | 1.571 | 44 | 28 | 13 | 1   | 3   | 11 | 88  | 92  | -4  |
| 9.   | Zell am See            | 1.548 | 48 | 31 | 14 | 2   | 2   | 13 | 108 | 108 | 0   |
| 10.  | Bregenzerwald          | 1.542 | 37 | 24 | 10 | 2   | 3   | 9  | 79  | 72  | +7  |
| 11.  | Vipiteno Broncos       | 1.310 | 38 | 29 | 11 | 2   | 1   | 15 | 84  | 96  | -12 |
| 12.  | Merano                 | 1.296 | 35 | 27 | 10 | 2   | 1   | 14 | 73  | 95  | -22 |
| 13.  | VEU Feldkirch          | 1.290 | 40 | 31 | 10 | 3   | 4   | 14 | 72  | 89  | -17 |
| 14.  | Kitzbühel              | 1.071 | 30 | 28 | 7  | 2   | 5   | 14 | 80  | 114 | -34 |
| 15.  | KAC Future Team        | 1.031 | 32 | 31 | 10 | 0   | 2   | 19 | 69  | 100 | -31 |
| 16.  | Steel Wings Linz       | 0.871 | 27 | 31 | 8  | 1   | 1   | 21 | 74  | 134 | -60 |
| 17.  | Vienna Capitals Silver | 0.667 | 18 | 27 | 6  | 0   | 0   | 21 | 59  | 127 | -68 |

Criteri in caso di arrivo a pari media punti:
Punti ottenuti, miglior differenza reti e maggior numero di reti segnate negli scontri diretti ed eventualmente maggior numero di vittorie complessive determinano il piazzamento in classifica in caso di eguale punteggio.
Legenda:

      Ammesse al master round
      Ammesse al girone di qualificazione A
      Ammesse al girone di qualificazione B

## Seconda Fase

### Master Round
Si sono qualificate al Master Round le squadre classificate ai primi sei posti al termine della regular season, con le prime quattro classificate aventi diritto ad un bonus decrescente da 4 ad 1 punto. Al termine del master round, le squadre classificate ai primi quattro posti accederanno direttamente ai quarti di finale dei play-off, le altre due invece al turno preliminare.

#### Incontri
| Casa          | Trasferta                                                           | Trasferta                                                           | Trasferta                                                        | Trasferta                                                               | Trasferta                                                               | Trasferta                                                           |
| Casa          | Asiago                                                              | Cortina                                                             | Fassa                                                            | Jesenice                                                                | Lustenau                                                                | Renon                                                               |
| ------------- | ------------------------------------------------------------------- | ------------------------------------------------------------------- | ---------------------------------------------------------------- | ----------------------------------------------------------------------- | ----------------------------------------------------------------------- | ------------------------------------------------------------------- |
| Asiago        | –                                                                   | 4:2 referto (archiviato dall'url originale l'8 febbraio 2022).      | 9:1 referto (archiviato dall'url originale il 24 febbraio 2022). | 5:0 a tav. referto (archiviato dall'url originale il 24 febbraio 2022). | 2:5 referto (archiviato dall'url originale il 9 marzo 2022).            | 4:5 d.t.s. referto (archiviato dall'url originale il 3 marzo 2022). |
| Cortina       | 1:2 d.t.s. referto (archiviato dall'url originale il 3 marzo 2022). | –                                                                   | 4:3 referto (archiviato dall'url originale l'8 febbraio 2022).   | 3:4 referto (archiviato dall'url originale il 13 marzo 2022).           | 1:3 referto (archiviato dall'url originale il 31 gennaio 2022).         | 0:4 referto (archiviato dall'url originale il 28 gennaio 2022).     |
| Fassa Falcons | 4:7 referto (archiviato dall'url originale il 9 marzo 2022).        | 1:6 referto (archiviato dall'url originale il 3 marzo 2022).        | –                                                                | 2:6 referto (archiviato dall'url originale il 28 gennaio 2022).         | 2:3 d.t.r. referto (archiviato dall'url originale l'8 febbraio 2022).   | 1:5 referto (archiviato dall'url originale il 24 febbraio 2022).    |
| HDD Jesenice  | 1:4 referto (archiviato dall'url originale il 31 gennaio 2022).     | 2:5 referto (archiviato dall'url originale il 24 febbraio 2022).    | n.d.                                                             | –                                                                       | 5:2 referto (archiviato dall'url originale il 3 marzo 2022).            | 3:2 referto (archiviato dall'url originale l'8 febbraio 2022).      |
| Lustenau      | 1:3 referto (archiviato dall'url originale il 28 gennaio 2022).     | 3:4 referto (archiviato dall'url originale il 24 febbraio 2022).    | 5:3 referto (archiviato dall'url originale il 3 marzo 2022).     | 5:4 referto (archiviato dall'url originale l'8 febbraio 2022).          | –                                                                       | 3:2 referto (archiviato dall'url originale il 9 marzo 2022).        |
| Ritten-Renon  | 3:5 referto (archiviato dall'url originale l'8 febbraio 2022).      | 3:2 d.t.s. referto (archiviato dall'url originale il 9 marzo 2022). | 2:0 referto (archiviato dall'url originale il 31 gennaio 2022).  | 2:7 referto (archiviato dall'url originale il 3 marzo 2022).            | 5:0 a tav. referto (archiviato dall'url originale il 24 febbraio 2022). | –                                                                   |

#### Classifica
| Pos. | Squadra       | Pt | G  | V | VOT | POT | P | GF | GS | DR  |
| ---- | ------------- | -- | -- | - | --- | --- | - | -- | -- | --- |
| 1.   | Asiago        | 26 | 10 | 7 | 1   | 1   | 0 | 45 | 23 | +22 |
| 2.   | HDD Jesenice  | 19 | 9  | 5 | 0   | 0   | 4 | 32 | 30 | +2  |
| 3.   | Ritten-Renon  | 18 | 10 | 4 | 2   | 0   | 4 | 33 | 25 | +8  |
| 4.   | Lustenau      | 18 | 10 | 5 | 1   | 0   | 4 | 30 | 31 | -1  |
| 5.   | Cortina       | 14 | 10 | 4 | 0   | 2   | 4 | 28 | 29 | -1  |
| 6.   | Fassa Falcons | 1  | 9  | 0 | 0   | 1   | 8 | 17 | 47 | -30 |

Legenda:

      Ammesse ai quarti di finale dei play-off
      Ammesse al turno preliminare dei play-off

### Girone di qualificazione A
Sono qualificate al girone di qualificazione A le squadre classificate al 7º, 10º, 11º, 14º e 15º posto nella regular season, con le prime tre aventi diritto ad un bonus decrescente pari a rispettivamente 6, 3 ed 1 punto. Al termine del girone di qualificazione, le squadre classificate ai primi tre posti accederanno al turno preliminare dei play-off.

#### Incontri
| Casa             | Trasferta                                                             | Trasferta                                                             | Trasferta                                                       | Trasferta                                                              | Trasferta                                                               |
| Casa             | Bregenzerwald                                                         | Klagenfurt                                                            | Kitzbühel                                                       | Salisburgo                                                             | Vipiteno                                                                |
| ---------------- | --------------------------------------------------------------------- | --------------------------------------------------------------------- | --------------------------------------------------------------- | ---------------------------------------------------------------------- | ----------------------------------------------------------------------- |
| Bregenzerwald    | –                                                                     | 4:5 d.t.s. referto (archiviato dall'url originale il 9 marzo 2022).   | 8:0 referto (archiviato dall'url originale il 28 gennaio 2022). | 3:8 referto (archiviato dall'url originale il 3 marzo 2022).           | 3:2 d.t.r. referto (archiviato dall'url originale il 24 febbraio 2022). |
| KAC Future Team  | 4:3 d.t.r. referto (archiviato dall'url originale l'8 febbraio 2022). | –                                                                     | 6:0 referto (archiviato dall'url originale il 3 marzo 2022).    | 6:5 d.t.r. referto (archiviato dall'url originale il 9 marzo 2022).    | 1:3 referto (archiviato dall'url originale il 31 gennaio 2022).         |
| Kitzbühel        | 2:6 referto (archiviato dall'url originale il 24 febbraio 2022).      | 4:3 d.t.s. referto (archiviato dall'url originale l'8 febbraio 2022). | –                                                               | 1:0 d.t.r. referto (archiviato dall'url originale il 31 gennaio 2022). | 2:5 referto (archiviato dall'url originale il 3 marzo 2022).            |
| RB Hockey Jr.    | 7:3 referto (archiviato dall'url originale l'8 febbraio 2022).        | 2:3 referto (archiviato dall'url originale il 24 febbraio 2022).      | 5:0 referto (archiviato dall'url originale il 9 marzo 2022).    | –                                                                      | 3:1 referto (archiviato dall'url originale il 3 marzo 2022).            |
| Vipiteno Broncos | 1:3 referto (archiviato dall'url originale il 9 marzo 2022).          | 3:1 referto (archiviato dall'url originale il 24 febbraio 2022).      | 4:2 referto (archiviato dall'url originale il 9 marzo 2022).    | 1:4 referto (archiviato dall'url originale il 28 gennaio 2022).        | –                                                                       |

#### Classifica
| Pos. | Squadra          | Pt | G | V | VOT | POT | P | GF | GS | DR  |
| ---- | ---------------- | -- | - | - | --- | --- | - | -- | -- | --- |
| 1.   | RB Hockey Jr.    | 23 | 8 | 5 | 0   | 2   | 1 | 34 | 18 | +16 |
| 2.   | Bregenzerwald    | 16 | 8 | 3 | 1   | 2   | 2 | 33 | 29 | +4  |
| 3.   | Vipiteno Broncos | 15 | 8 | 4 | 0   | 1   | 3 | 20 | 19 | +1  |
| 4.   | KAC Future Team  | 13 | 8 | 2 | 3   | 1   | 2 | 29 | 24 | +5  |
| 5.   | Kitzbühel        | 4  | 8 | 0 | 2   | 0   | 6 | 11 | 37 | -26 |

Legenda:

      Ammesse al turno preliminare dei play-off

### Girone di qualificazione B
Sono qualificate al girone di qualificazione B le squadre classificate all'8º, 9º, 12º, 13º, 16º e 17º posto nella regular season, con le prime tre aventi diritto ad un bonus decrescente pari a rispettivamente 5, 4 ed 1 punto. Al termine del girone di qualificazione, le squadre classificate ai primi tre posti accederanno al turno preliminare dei play-off.

#### Incontri
| Casa                   | Trasferta                                                              | Trasferta                                                        | Trasferta | Trasferta                                                               | Trasferta                                                        | Trasferta                                                           |
| Casa                   | Feldkirch                                                              | Gherdeina                                                        | Linz | Merano                                                                  | Vienna                                                           | Zell am See                                                         |
| ---------------------- | ---------------------------------------------------------------------- | ---------------------------------------------------------------- | --- | ----------------------------------------------------------------------- | ---------------------------------------------------------------- | ------------------------------------------------------------------- |
| VEU Feldkirch          | –                                                                      | 5:4 referto (archiviato dall'url originale il 24 febbraio 2022). | 5:3 referto (archiviato dall'url originale il 24 febbraio 2022).                                               | 2:1 d.t.s. referto (archiviato dall'url originale l'8 febbraio 2022).   | 6:1 referto (archiviato dall'url originale il 31 gennaio 2022).  | 2:1 d.t.s. referto (archiviato dall'url originale il 9 marzo 2022). |
| Gherdëina              | 3:1 referto (archiviato dall'url originale il 3 marzo 2022).           | –                                                                | 6:2 https://www.alps.hockey/it/statistica/partita/?gameId=224743b1-021f-490c-95d3-b6095822232f&divisionId=9571 | 5:2 referto (archiviato dall'url originale l'8 febbraio 2022).          | 4:1 referto (archiviato dall'url originale il 24 febbraio 2022). | 3:0 referto (archiviato dall'url originale l'8 febbraio 2022).      |
| Steel Wings Linz       | 8:2 referto (archiviato dall'url originale l'8 febbraio 2022).         | 0:5 referto (archiviato dall'url originale il 31 gennaio 2022).  | – | 3:1 referto (archiviato dall'url originale il 3 marzo 2022).            | 4:1 referto (archiviato dall'url originale il 9 marzo 2022).     | 3:2 referto (archiviato dall'url originale il 24 febbraio 2022).    |
| Merano                 | 4:3 d.t.s. referto (archiviato dall'url originale il 9 marzo 2022).    | 2:0 referto (archiviato dall'url originale il 9 marzo 2022).     | 4:5 referto (archiviato dall'url originale il 28 gennaio 2022).                                                | –                                                                       | 2:1 referto (archiviato dall'url originale il 24 febbraio 2022). | 3:6 referto (archiviato dall'url originale il 31 gennaio 2022).     |
| Vienna Capitals Silver | 4:3 referto (archiviato dall'url originale il 3 marzo 2022).           | 1:5 referto (archiviato dall'url originale il 31 gennaio 2022).  | 2:4 referto (archiviato dall'url originale l'8 febbraio 2022).                                                 | 1:7 referto (archiviato dall'url originale il 3 marzo 2022).            | –                                                                | 2:4 referto (archiviato dall'url originale il 9 marzo 2022).        |
| Zell am See            | 4:5 d.t.r. referto (archiviato dall'url originale il 28 gennaio 2022). | 5:2 referto (archiviato dall'url originale il 3 marzo 2022).     | 3:1 referto (archiviato dall'url originale il 3 marzo 2022).                                                   | 1:0 d.t.s. referto (archiviato dall'url originale il 24 febbraio 2022). | 1:3 referto (archiviato dall'url originale l'8 febbraio 2022).   | –                                                                   |

#### Classifica
| Pos. | Squadra                | Pt | G  | V | VOT | POT | P | GF | GS | DR  |
| ---- | ---------------------- | -- | -- | - | --- | --- | - | -- | -- | --- |
| 1.   | Gherdëina              | 26 | 10 | 7 | 0   | 0   | 3 | 37 | 19 | +18 |
| 2.   | Zell am See            | 20 | 10 | 4 | 1   | 2   | 3 | 27 | 24 | +3  |
| 3.   | Steel Wings Linz       | 18 | 10 | 6 | 0   | 0   | 4 | 33 | 31 | +2  |
| 4.   | VEU Feldkirch          | 16 | 10 | 3 | 3   | 1   | 3 | 34 | 33 | +1  |
| 5.   | Merano                 | 14 | 10 | 3 | 1   | 2   | 4 | 26 | 27 | -1  |
| 6.   | Vienna Capitals Silver | 6  | 10 | 2 | 0   | 0   | 8 | 17 | 40 | -23 |

Legenda:

      Ammesse al turno preliminare dei play-off

## Pre play-off

### Tabellone
|  | Turno preliminare |                  |                  |    |   |  |
|  |                   |                  |                  |    |   |  |
|  | 5M                | Cortina          | Cortina          | 4  | 4 |  |
|  | 3B                | Steel Wings Linz | Steel Wings Linz | 1  | 0 |  |
|  | 6M                | Fassa Falcons    | Fassa Falcons    | 4  | 3 |  |
|  | 3A                | Vipiteno Broncos | Vipiteno Broncos | 5† | 6 |  |
|  | 1A                | RB Hockey Jr.    | RB Hockey Jr.    | 5  | 3 |  |
|  | 2B                | Zell am See      | Zell am See      | 6  | 4 |  |
|  | 1B                | Gherdëina        | 3                | 3  | 3 |  |
|  | 2A                | Bregenzerwald    | 2                | 4† | 2 |  |

Legenda: †= partita terminata ai tempi supplementari

## Play-off

### Pick
Domenica 13 marzo si è svolto il pick, durante il quale le squadre classificate ai primi tre posti del Master Round hanno potuto scegliere l'avversario per i quarti di finale. L'Asiago ha scelto il Vipiteno, lo Jesenice ha scelto il Gherdëina, mentre il Renon ha scelto il Cortina. L'ultimo quarto di finale è dunque tra Lustenau e Zell am See.

### Tabellone
|  | Quarti di finale | Quarti di finale | Quarti di finale | Quarti di finale | Quarti di finale | Quarti di finale | Quarti di finale |  |  | Semifinali   | Semifinali   | Semifinali   | Semifinali   | Semifinali | Semifinali | Semifinali |   |   | Finale | Finale | Finale | Finale | Finale | Finale | Finale |  |
|  |                  |                  |                  |                  |                  |                  |                  |  |  |              |              |              |              |            |            |            |   |   |        |        |        |        |        |        |        |  |
|  | 1M               | Asiago           | Asiago           | Asiago           | 8                | 6                | 6                |  |  |              |              |              |              |            |            |            |   |   |        |        |        |        |        |        |        |  |
|  | 3A               | Vipiteno Broncos | Vipiteno Broncos | Vipiteno Broncos | 2                | 2                | 4                |  |  | Asiago       | Asiago       | Asiago       | 5            | 3          | 4          | 3†         |   |   |        |        |        |        |        |        |        |  |
|  | 4M               | Lustenau         | 2                | 4†               | 3                | 4                | 3                |  |  | Lustenau     | Lustenau     | Lustenau     | 0            | 5          | 2          | 2          |   |   |        |        |        |        |        |        |        |  |
|  | 2B               | Zell am See      | 3                | 3                | 4†               | 3                | 1                |  |  |              |              |              |              |            |            |            |   |   | Asiago | Asiago | 4      | 3      | 1      | 4      | 2      |  |
|  | 2M               | HDD Jesenice     | 4                | 3†               | 1                | 2                | 2                |  |  |              |              | HDD Jesenice | HDD Jesenice | 1          | 4†         | 4          | 2 | 1 |        |        |        |        |        |        |        |  |
|  | 1B               | Gherdëina        | 0                | 2                | 5                | 4                | 1                |  |  | HDD Jesenice | HDD Jesenice | HDD Jesenice | 2            | 2          | 6          | 5†         |   |   |        |        |        |        |        |        |        |  |
|  | 3M               | Ritten-Renon     | 2                | 2                | 1†               | 2                | 5                |  |  | Ritten-Renon | Ritten-Renon | Ritten-Renon | 1            | 3          | 0          | 4          |   |   |        |        |        |        |        |        |        |  |
|  | 5M               | Cortina          | 4                | 4                | 0                | 0                | 1                |  |  |              |              |              |              |            |            |            |   |   |        |        |        |        |        |        |        |  |

Legenda: †=incontro terminato ai tempi supplementari

### Incontri

#### Quarti di finale

##### Gara 1
| Arbitri: | Miha Bajt Andrea Moschen |

| |           |                                                   |
| Finoro (Ginnetti, M. Stevan) 22:33 Salinitri (Iacobellis, Mantenuto) 32:23 Salinitri (Magnabosco, Parini) 33:58 M. Marchetti (Mantenuto, Casetti) 34:10 Casetti (Iacobellis, Magnabosco) 41:09 Salinitri (Mantenuto, Vallini) 52:00 Salinitri (Giliati, Iacobellis) 56:19 Zampieri (F. Rigoni, Tessari) 59:27 | Marcatori | 10:27 Hasler (Hackhofer) 15:08 Zecchetto (Chiodo) |

| Arbitri: | Alexander Hlavaty Gregor Režek |

| |           |  |
| Elo (Pance, Viikila) 19:42 Pance (Logar, Elo) 28:39 Viikila (Elo, Pance) 40:27 Sotlar (Planko, Svetina) 47:04 | Marcatori |  |

| Arbitri: | Andreas Huber Alex Lazzeri |

|                                             |           | |
| Fink (Uusivirta) 19:53 Sailio (Sharp) 50:28 | Marcatori | 36:35 Alverà (Kaskinen) 41:35 Johansson (R. Lacedelli) 48:57 L. Zanatta (De Zanna) 59:49 Johansson (Basaraba, Adami) |

| Arbitri: | Tobias Holzer Matthias Ruetz |

|                                                                      |           |                                                                                      |
| Giftopoulos (Häußle, Ratz) 10:04 Wallenta (Connelly, D'Alvise) 51:26 | Marcatori | 25:30 Neubauer (Rajala, Akerman) 31:12 Putnik (Ban, Widen) 25:30 Widen (Rajala, Ban) |

##### Gara 2
| Arbitri: | Tobias Holzer Andrea Moschen |

|                                                                  |           | |
| Salo (Bernard, Messner) 20:37 Zecchetto (Chiodo, Niccolai) 34:07 | Marcatori | 25:19 Salinitri (Iacobellis) 31:48 Mantenuto (Giliati, Forte) 38:57 Salinitri (Iacobellis, Gios) 46:52 Vankus (Tessari) 55:47 M. Marchetti (Mantenuto, Giliati) 57:05 Vankus (Finoro) |

| Arbitri: | Miha Bajt Alex Lazzeri |

|                                                    |           |                                                                                             |
| Oberrauch (Korhonen, Willeit) 52:00 Brugnoli 55:44 | Marcatori | 17:12 Urukalo (Zibelnik, P. Rajsar) 38:41 Logar (Pance, Elo) 96:06 Svetina (Urukalo, Pance) |

| Arbitri: | Gregor Rezek Matthias Ruetz |

| |           |                                         |
| Basaraba (L. Zanatta, Sanna) 9:30 L. Zanatta (Basaraba, M. Zanatta) 24:52 Kaskinen (De Zanna, M. Zanatta) 27:22 R. Lacedelli (Alverà, L. Zanatta) 55:46 | Marcatori | 19:02 Sailio 20:27 Sharp (Lutz, Sailio) |

| Arbitri: | Tobias Holzer Matthias Ruetz |

|                                                                                                |           | |
| Bär (Sinegubovs, Ban) 30:38 Berger (Kreuzer, Sinegubovs) 30:38 Neubauer (Rajala, Jennes) 58:16 | Marcatori | 15:14 Häußle (Puschnik, Giftopoulos) 43:26 D'Alvise (Wilfan, Giftopoulos) 51:01 Giftopoulos (Häußle, Connelly) 69:34 Koczera (Giftopoulos) |

##### Gara 3
| Arbitri: | Alex Lazzeri Turo Virta |

| |           | |
| Tessari (Miglioranzi, Parini) 2:13 Giliati (Mantenuto, Iacobellis) 9:35 Magnabosco (Iacobellis, Miglioranzi) 24:19 Salinitri (Magnabosco) 3359:00 Magnabosco (Iacobellis, Miglioranzi) 42:04 M. Marchetti (Vankus, Mantenuto) 42:46 | Marcatori | 1:41 Kofler (Hackhofer, T. Gschnitzer) 7:19 Kofler (Gander) 12:02 Cianfrone (Kofler, Gander) 53:43 Planatscher (Cristellon, Bernard) |

| Arbitri: | Andreas Huber Jakob Schauer |

|                          |           | |
| Elo (Logar, Jenko) 50:43 | Marcatori | 5:29 Galassiti (Moroder, Kasslatter) 13:25 Moroder (Brugnoli, Galassiti) 43:02 Kasslatter (Mc Gowan, Willeit) 44:35 Moroder (Luisetti, Galassiti) 59:02 Kasslatter (Glück, Oberrauch) |

| Arbitri: | Miha Bajt Andrea Moschen |

|                                  |           |  |
| Sailio (Pechlaner, Osburn) 75:20 | Marcatori |  |

| Arbitri: | Alexander Hlavaty Matthias Ruetz |

| |           | |
| Puschnik (Häußle, Connelly) 16:26 Wallenta (Wilfan, Connelly) 24:48 D'Alvise (Connelly, Giftopoulos) 53:46 | Marcatori | 1:44 Berger (Pauliny, Zimmermann) 10:39 Neubauer (Rajala, Jennes) 58:13 Berger (Sinegubovs, Widen) 58:13 Ban (Rajala, Widen) |

##### Gara 4
| Arbitri: | Miha Bajt Tobias Holzer |

| |           |                                                  |
| Selan (Mc Gowan) 2:42 Oberrauch (Kasslatter) 11:05 Oberrauch (Korhonen, Galassiti) 22:18 Oberrauch (Kasslatter, Senoner) 55:33 | Marcatori | 9:37 Pance (Logar, Elo) 44:18 Logar (Pance, Elo) |

| Arbitri: | Matthias Ruetz Jakob Schauer |

|  |           |                         |
|  | Marcatori | 17:33 Osburn 59:45 Fink |

| Arbitri: | Alex Lazzeri Andrea Moschen |

| |           | |
| Putnik (Dinhopel, Egger) 23:42 Berger (Sinegubovs, Putnik) 43:47 Sinegubovs (Berger, Pauliny) 45:56 | Marcatori | 11:50 Slivnik (D'Alvise, Wilfan) 35:22 Wilfan (Ratz, Wallenta) 36:50 Häußle (Puschnik, Giftopoulos) 42:35 Wüstner (König, Connelly) |

##### Gara 5
| Arbitri: | Andrea Moschen Gregor Režek |

|                                                     |           |                           |
| Svetina (Pance) 27:27 Svetina (Sotlar, Logar) 58:48 | Marcatori | 35:32 Korhonen (Mc Gowan) |

| Arbitri: | Tobias Holzer Andreas Huber |

| |           |                                    |
| M. Öhler 7:28 Sailio (Pechlaner, Spinell) 20:41 S. Kostner (Sailio, J. Kostner) 40:24 S. Kostner (Osburn) 57:12 Spinell (S. Kostner, Lutz) 59:56 | Marcatori | 24:57 Kaskinen (De Zanna, Finucci) |

| Arbitri: | Alex Lazzeri Matthias Ruetz |

| |           |                                  |
| Giftopoulos (Häußle, Puschnik) 7:43 Haberl (Slivnik, Wüstner) 23:23 D'Alvise (Giftopoulos, Häußle) 39:19 | Marcatori | 59:20 Ban (Rajala, Schernthaner) |

#### Semifinali

##### Gara 1
| Asiago 26 marzo 2022, ore 20.30 | Asiago | 5 – 0 (a tavolino) referto | Lustenau | Hodegart |

| Arbitri: | Miha Bajt Alex Lazzeri |

|                                                       |           |                          |
| Svetina (Sotlar, Planko) 7:12 Pance (Logar, Elo) 9:28 | Marcatori | 38:12 Sailio (Uusivirta) |

##### Gara 2
| Arbitri: | Tobias Holzer Andreas Huber |

| |           | |
| Wilfan (D'Alvise, Wallenta) 3:31 Wilfan (Wallenta, Ratz) 25:55 Ratz (Wallenta, Wilfan) 44:43 D'Alvise (Häußle, Koczera) 49:24 Häußle (Hrdina, Krammer) 58:47 | Marcatori | 19:22 Salinitri (Iacobellis) 28:41 Miglioranzi (Vankus, Mantenuto) 53:15 Finoro (Marchetti, Mantenuto) |

| Arbitri: | Gregor Rezek Matthias Ruetz |

|                                                                                  |           |                                            |
| Sharp (Sailio, Osburn) 2:59 Prast (Sharp) 21:06 Uusivirta (Osburn, Sailio) 39:59 | Marcatori | 16:07 Svetina (Brus) 17:02 Pance (Viikila) |

##### Gara 3
| Arbitri: | Miha Bajt Alex Lazzeri |

| |           |                                                                         |
| Gliliati (Iacobellis, Marchetti) 3:43 Ginnetti (Casetti, Finoro) 5:22 Iacobellis (Magnabosco) 23:07 Marchetti (Giliati, Ginnetti) 59:34 | Marcatori | 36:28 Häußle (Giftopoulos, Koczera) 45:15 Giftopoulos (Häußle, Krammer) |

| Arbitri: | Alexander Hlavaty Andrea Moschen |

| |           |  |
| Elo (Viikila, Logar) 7:18 Ulamec (Svetina, Urukalo) 22:07 Jenko (Glavic, Urukalo) 32:11 Urukalo (Sotlar, Svetina) 37:19 Elo (Viikila) 57:57 Logar (Ulamec, Svetina) 58:37 | Marcatori |  |

##### Gara 4
| Arbitri: | Andrea Moschen Jakob Schauer |

|                                                                       |           | |
| D'Alvise (Wilfan, Giftopoulos) 37:01 Wilfan (D'Alvise, Krammer) 39:15 | Marcatori | 25:58 Salinitri (Magnabosco, Parini) 45:01 Ginnetti (Casetti, Vankus) 64:43 Marchetti (Giliati, Mantenuto) |

| Arbitri: | Andreas Huber Matthias Ruetz |

|                                                                                              |           | |
| Sharp (M. Öhler) 32:59 Osburn (Lutz, Spinell) 54:18 Sharp (Marzolini, Lutz) 55:11 Lutz 59:24 | Marcatori | 22:59 Jenko (Rajsar, Glavic) 31:36 Sotlar (Svetina, Ulamec) 34:06 Ulamec (Sotlar, Svetina) 50:11 Viikila (Viikila) 75:35 Elo (Pance, Logar) |

#### Finale

##### Gara 1
| Arbitri: | Matthias Ruetz Jakob Schauer |

| |           |                            |
| Salinitri (Magnabosco, Iacobellis) 36:23 Casetti (Giliati, Mantenuto) 37:21 Magnabosco (Iacobellis, Salinitri) 43:26 Ginnetti 59:43 | Marcatori | 29:14 Jenko (Viikila, Elo) |

##### Gara 2
| Arbitri: | Miha Bajt Alexander Hlavaty |

| |           |                                                                                                   |
| Brus (Sotlar) 6:09 Ulamec (Zibelnik, Sotlar) 15:54 Scap (Elo, Viikila) 52:29 Viikila (Elo, Pance) 60:49 | Marcatori | 10:43 Finoro (Vankus, Stevan) 20:22 Casetti (Giliati, Mantenuto) 37:22 M. Marchetti (Miglioranzi) |

##### Gara 3
| Arbitri: | Tobias Holzer Andrea Moschen |

|                               |           |                                                                                     |
| Stevan (Parini, Finoro) 21:46 | Marcatori | 20:31 Zibelnik (Viikila, Elo) 54:51 Jenko 58:39 Glavic 59:00 Glavic (Rajsar, Jenko) |

##### Gara 4
| Arbitri: | Matthias Ruetz Jakob Schauer |

|                                                          |           | |
| Logar (Zibelnik, Pance) 11:55 Elo (Pance, Viikila) 20:29 | Marcatori | 6:35 Iacobellis (Salinitri, Parinin) 30:58 M. Marchetti (Iacobellis) 53:14 Salinitri (Magnabosco, Iacobellis) 59:22 Magnabosco (Casetti, Salinitri) |

##### Gara 5
| Arbitri: | Alexander Hlavaty Tobias Holzer |

|                                                                    |           |                                 |
| Miglioranzi (Vankus, Ginnetti) 28:49 Finoro (Vankus, Stevan) 58:30 | Marcatori | 29:29 Glavic (P. Rajsar, Jenko) |

## Verdetti
- Campione della AHL:  Asiago

| Campioni AHL 2021-2022 Asiago Hockey (2º titolo) | Portieri: Andrea Longhini, Davide Fracaro, Luca Stevan, Gianluca Vallini Difensori: Lorenzo Casetti, Francesco Forte, Cameron Ginnetti, Gregorio Gios, Stefano Marchetti, Enrico Miglioranzi, Gabriele Parini, Filippo Rigoni Attaccanti: Giordano Finoro, Stefano Giliati, Steven Iacobellis, Edoardo Lievore, Marco Magnabosco, Daniel Mantenuto, Michele Marchetti, Filippo Rigoni, Anthony Salinitri, Michele Stevan, Alessandro Tessari, Matteo Tessari, Tommaso Topatigh, Samuele Zampieri Staff Tecnico: Tom Barrasso (head coach), Nicola Tessari (asst. coach), Jorma Valtonen (all. portieri) |